# Dulaglutide
Dulaglutide là chất chủ vận thụ thể peptide-1 giống glucagon (chất chủ vận GLP-1) bao gồm GLP-1 (7-37) liên kết cộng hóa trị với một đoạn Fc của IgG4 ở người. Nó được sử dụng để điều trị bệnh tiểu đường loại 2 và có thể được sử dụng mỗi tuần một lần. GLP-1 là hoóc môn có liên quan đến việc bình thường hóa mức độ glucose trong máu (glycemia). FDA chấp thuận sử dụng dulaglutide để sử dụng tại Hoa Kỳ vào tháng 9 năm 2014. Thuốc được sản xuất bởi Eli Lilly dưới tên thương hiệu Trulicity.

## Sử dụng trong y tế
Các hợp chất được chỉ định cho người lớn bị đái tháo đường týp 2 như là một bổ sung cho chế độ ăn uống và tập thể dục để cải thiện kiểm soát đường huyết. Dulaglutide không được chỉ định trong điều trị các đối tượng mắc đái tháo đường týp 1 hoặc bệnh nhân bị nhiễm toan đái tháo đường vì những vấn đề này là kết quả của các tế bào đảo không thể sản xuất insulin và một trong những hành động của Dulaglutide là kích thích tế bào đảo hoạt động để sản xuất nhiều hơn insulin. Dulaglutide có thể được sử dụng độc lập hoặc kết hợp với các loại thuốc khác cho bệnh tiểu đường loại 2, đặc biệt là metformin, sulfonylureas, thiazolidinediones và insulin dùng đồng thời trong bữa ăn.    
Một phân tích tổng hợp trong năm 2017 không ủng hộ đề xuất rằng điều trị bằng thuốc chủ vận GLP-1 hoặc thuốc ức chế DPP-4 làm tăng tỷ lệ tử vong do mọi nguyên nhân ở bệnh nhân tiểu đường loại 2.

## Tác dụng phụ
Các tác dụng phụ phổ biến nhất bao gồm rối loạn tiêu hóa, như khó tiêu, giảm cảm giác ngon miệng, buồn nôn, nôn, đau bụng, tiêu chảy. Một số bệnh nhân có thể gặp các phản ứng bất lợi nghiêm trọng: viêm tụy cấp (triệu chứng bao gồm đau bụng dữ dội kéo dài, đôi khi tỏa ra lưng và kèm theo nôn mửa), hạ đường huyết, suy thận (đôi khi có thể phải chạy thận nhân tạo). Nguy cơ hạ đường huyết sẽ tăng lên nếu thuốc được sử dụng kết hợp với sulfonylureas hoặc insulin.

## Chống chỉ định
Hợp chất chống chỉ định trong các đối tượng quá mẫn cảm với hoạt chất hoặc bất kỳ thành phần nào của sản phẩm. Như một biện pháp phòng ngừa, năm 2013, bệnh nhân có tiền sử cá nhân hoặc gia đình bị ung thư tủy giáp hoặc bị ảnh hưởng bởi nhiều u tuyến nội tiết loại 2 không nên dùng dulaglutide, vì nó có thể làm tăng nguy cơ mắc các bệnh ung thư này.

## Cơ chế hoạt động
Dulaglutide liên kết với các thụ thể peptid giống glucagon 1, làm chậm quá trình làm rỗng dạ dày và tăng tiết insulin nhờ các tế bào Beta tuyến tụy. Đồng thời hợp chất làm giảm bài tiết glucagon tăng cao bằng cách ức chế tế bào alpha của tuyến tụy, được biết là không phù hợp ở bệnh nhân tiểu đường. GLP-1 thường được tiết ra bởi các tế bào L của niêm mạc đường tiêu hóa để đáp ứng với bữa ăn.